# Премія імені Героя України Степана Бандери
Премія імені Героя України Степана Бандери — українська премія.

## Історія
Ініціатором заснування премії стала Львівська обласна рада у 2012 році. Проєкт положення про премію презентувала Ірина Фаріон.
Премію присуджують у трьох номінаціях — «Політична діяльність», «Науково-навчальна національна державотворча діяльність» та «Громадська діяльність».

## Лавреати
2012
- Олег Баган, у номінації «Громадська діяльність» — науковець, публіцист, громадський діяч, керівник ГО «Науково-ідеологічний центр імені Дмитра Донцова», упорядник багатьох науково-публіцистичних видань, видавець, із міста Дрогобича.
- Євген Перепічка, у номінації «Науково-навчальна національна державотворча діяльність» — науковець, публіцист, громадський діяч, автор багатьох видань, з міста Львова.

2013
- Микола Посівнич (м. Львів) — науковець, громадський діяч, автор понад 130 наукових публікацій, 5 монографій, 6 брошур, упорядник та редактор 16 книг, календарів Літопису УПА на 2004—2014 роки та про Степана Бандеру на 2009 рік — в номінації «Політична діяльність»;
- Олег Фешовець (м. Львів) — видавець, науковий редактор, автор понад 20 перекладів, кандидат філософських наук, директор видавництва «Астролябія», головний редактор Львівського мілітарного альманаху «Цитаделя» — в номінації «Науково-навчальна національна державотворча діяльність»;
- отець Ігор Цар (м. Львів) — священик, який донедавна був капеланом Української Греко-Католицької Церкви в одній із в'язниць; автор книг «Останні будуть першими», «Покликаним до свободи», «За що ми любимо Бандеру», «Жиймо так, щоб бути разом в небі!», «Нова євангелізація в Україні», «Молодь і жива парафія» — в номінації «Громадська діяльність».

2014
- Петро Франко (м.Львів) — громадсько-політичний діяче, публіцист, політв’язень. У номінації «Громадська діяльність»;
- Сергій Рудюк (м.Львів) — полковник, член оргкомітету Спілки офіцерів України та довголітній член Проводу СОУ. У номінації  «Науково-навчальна національна державотворча діяльність».

2015
2016
- Роман Грицьків (м.Львів) — український науковець та громадський діяч. Дослідник українсько-польських відносин і українського визвольного руху середини ХХ століття та сучасної історії України. Автор, редактор та упорядник понад 50 наукових, науково-популярних і публіцистичних видань і статей — у номінації «Громадська діяльність»;
- Валентина Чорновіл (м.Київ) — громадська діячка, сестра і сподвижник В'ячеслава Чорновола — у номінації «Політична діяльність»;
- Іван Пусько (м.Луцьк) — дослідник усної історії українсько-польських відносин 1939-1947 — у номінації  «Науково-навчальна національна державотворча діяльність».

2017
- Ігор Калинець — поет, громадський діяч — у номінації «Громадська діяльність»;
- Ігор Загребельний — філософ, дослідник української політичної думки — у номінації «Політична діяльність»;
- Михайло Романюк — історик, старший науковий співробітник Інституту українознавства імені Івана Крип'якевича — у номінації «Науково-навчальна національна державотворча діяльність».

2018
- Олесь Дяк — письменник, Заслужений діяч мистецтв України, та Ярослав Сватко — видавець, журналіст і громадський діяч — у номінації «Громадська діяльність»;
- Василь Ільницький — доктор історичних наук, завідувач кафедри історії України Дрогобицького державного педагогічного університету імені Івана Франка — у номінації «Науково-навчальна національна державотворча діяльність».

2019
- Самбірське об’єднання всеукраїнського товариства «Просвіта» ім. Тараса Шевченка та Петро Шкраб'юк, доктор історичних наук,  поет, прозаїк, літературознавець, член НТШ, старший науковий співробітник Інституту українознавства ім. І. Крип’якевича — у номінації «Громадська діяльність»;
- Олександр Дєдик — дослідник воєнної історії, заступник головного редактора Львівського мілітарного альманаху «Цитаделя», науковий співробітник Центру українських військових традицій і патріотичного виховання МОН України — у номінації «Політична діяльність»;
- Андрій Сова — кандидат історичних наук, доцент кафедри олімпійської освіти Львівського державного університету фізичної культури імені Івана Боберського — у номінації «Науково-навчальна національна державотворча діяльність».

2020
- Гунда Роман Миколайович — голова правління ГО ЛООВПО «Меморіал» імені Василя Стуса, головний редактор науково-популярного журналу «Визвольна боротьба» — у номінації «Громадська діяльність»;
- Галущак Михайло Михайлович — кандидат історичних наук, голова ГО «Центр «Історичні діалоги» — у номінації «Політична діяльність»;
- Хома Іван Ярославович — кандидат історичних наук, доцент кафедри історії, музеєзнавства і культурної спадщини Національного університету «Львівська політехніка» — у номінації «Науково-навчальна національна державотворча діяльність».

2021
- у номінації «Громадська діяльність» присуджено двом лауреатам: 
  - Уляні Кульчицькій, заступнику першого проректора Українського католицького університету, пластунці-сеньйорці, голові Станичної пластової ради у станиці Львів, члену Наглядової ради при Львівській освітній фундації.
  - Комунальному закладу Сколівської міської ради «Історико-краєзнавчий музей Сколівщина».
- У номінації «Політична діяльність» перемогу здобув Олег Кристиняк, письменник, автор історичних романів, волонтер.
- Переможцем у номінації «Науково-навчальна національна державотворча діяльність» став Отець Михайло Греділь, парох храму Благовіщення Пресвятої Богородиці, Військовий капелан, засновник та голова громадської організації «Апостольська Чота», режисер фільму «Незламні».